# Bürgerkomitee

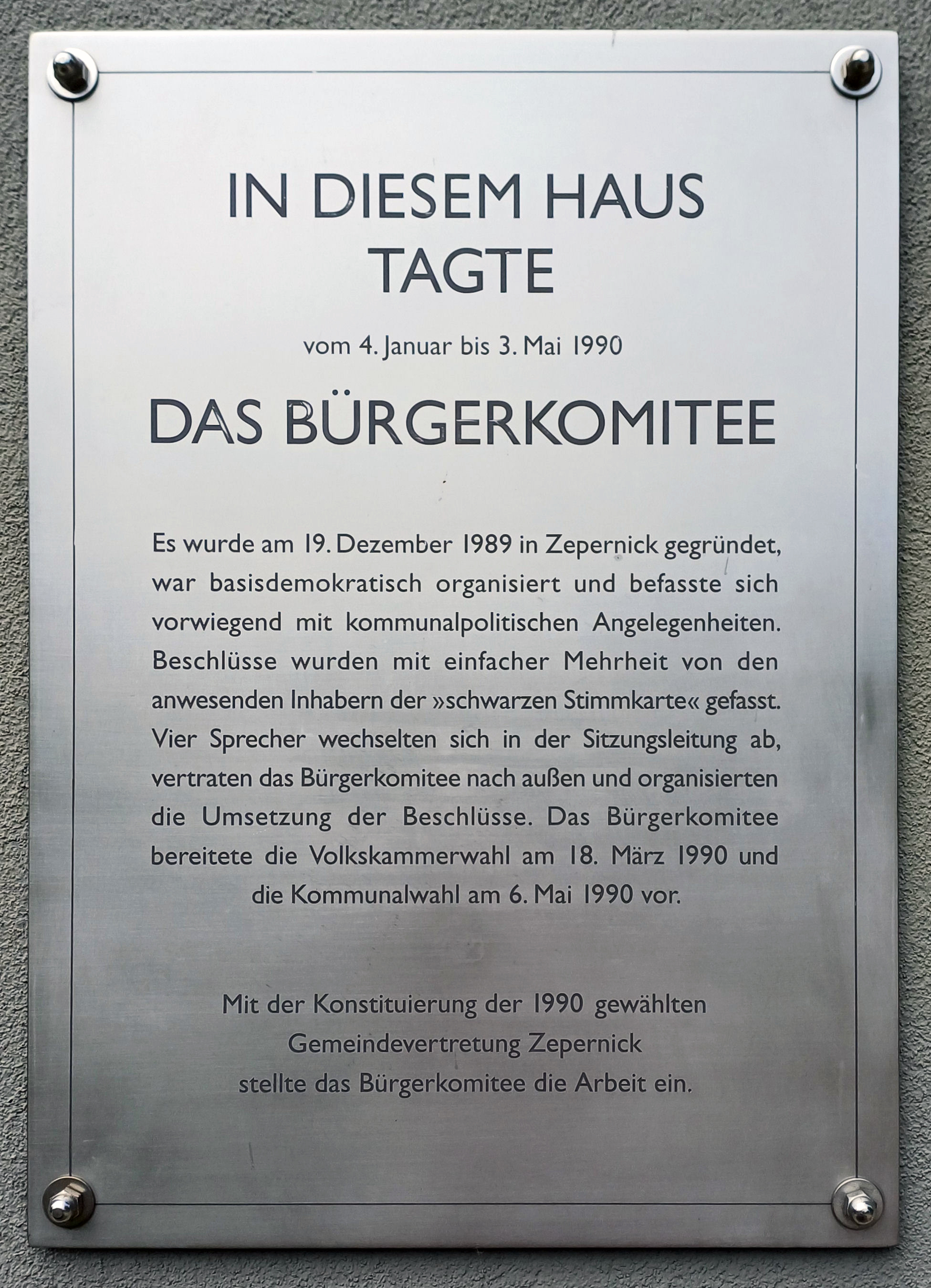
Bürgerkomitee in Panketal

Bürgerkomitees bildeten sich Anfang Dezember 1989 in der DDR, nachdem es Hinweise gab, dass das Ministerium für Staatssicherheit (MfS) im großen Stil Akten vernichtete. Daraufhin protestierten Bürger, drangen in die Stasizentralen ein oder kontrollierten die Versiegelung der Akten und stückweise Auflösung der Geheimpolizei. Im Zuge dieser Bürgerkontrolle entstanden an vielen Orten Bürgerkomitees.
Die Bürgerkomitees bildeten sich spontan, angefangen am 4. Dezember 1989 am frühen Morgen in Erfurt, in fast allen Bezirksstädten und etlichen Kreisstädten der DDR, und besetzten die Bezirksverwaltungen und Kreisdienststellen des MfS. Diese Bürgerkomitees setzten sich sowohl aus Mitgliedern der lokalen Opposition als auch aus couragierten Bürgern der Städte zusammen, die die Weiterarbeit des MfS und die Aktenvernichtung verhindern wollten. Einzig die Zentrale des MfS in der Berliner Normannenstraße blieb noch eineinhalb Monate ohne Bürgerkontrolle. Daher wurden die Opposition bei der Verhandlung mit der Regierung am Runden Tisch, die Bürgerkomitees aus den  Bezirksstädten und das neue Forum im Januar 1990 aktiv.
Bürgerkomitee vom 15. Januar in Berlin
Am Abend des 15. Januar 1990 bildete sich auch in der MfS-Zentrale an der Normannenstraße ein Bürgerkomitee. Am Nachmittag hatten Bürgerkomitees aus den Bezirken das Gelände von der Regierung übernommen, Demonstranten erzwangen die Öffnung der Tore der MfS-Zentrale. Die Regierung musste in der Folge die Staatssicherheit bis März 1990 gänzlich auflösen. Das Bürgerkomitee Normannenstraße kontrollierte die staatliche Auflösung der Stasi an diesem Standort bis zur deutschen Einheit.
Um die Akten zu sichern, wurde mit der Deutschen Einheit am 3. Oktober 1990 die Stasi-Unterlagenbehörde gegründet. Daher gab es zunächst keine Funktion mehr für das Berliner Bürgerkomitee. Doch 1991 gründete sich das Bürgerkomitee 15. Januar e. V. als Verein von ehemaligen Bürgerkomiteemitgliedern, Bürgerrechtlern, Historikern und Sympathisanten, um die Stasiaufarbeitung von Seiten der Zivilgesellschaft zu begleiten. Das Bürgerkomitee 15. Januar e. V. wurde nach einer Umorganisierung im September 2016 reaktiviert und widmet sich auf dem Gelände des ehemaligen Ministeriums für Staatssicherheit der Aufarbeitung der SED-Diktatur.
Nachfolgevereinigungen dieser Bürgerkomitees, die sich der Friedlichen Revolution in der DDR und deren Erbe verpflichtet fühlen, existieren in Berlin, Leipzig, Magdeburg und Suhl. An anderen Orten befassen sich Aufarbeitungsvereine oder Einzelpersonen mit der Geschichte der Stasi-Auflösung und der Bürgerkomitees.